# Okręg wyborczy Great Grimsby
Okręg wyborczy Great Grimsby powstał w 1295 r. i wysyłał do angielskiej, a następnie brytyjskiej, Izby Gmin dwóch deputowanych. Od 1831 r. Great Grimsby jest okręgiem jednomandatowym. Obejmuje miasto Grimsby w hrabstwie Humberside i okolice.

## Deputowani do brytyjskiej Izby Gmin z okręgu Great Grimsby

### Deputowani w latach 1295–1660
- 1584–1585: William Wray
- 1601–1604: Thomas Clinton
- 1604–1611: William Wray
- 1604–1611: George St Paul
- 1614: John Wray
- 1645–1648: William Wray
- 1654–1660: William Wray

### Deputowani w latach 1660–1832
- 1660–1661: Edward King
- 1660–1661: William Wray
- 1661–1675: Gervase Holles
- 1661–1666: Adrian Scrope
- 1666–1667: Henry Belasyse
- 1667–1667: Philip Tyrwhitt
- 1667–1673: Frescheville Holles
- 1673–1685: William Broxholme
- 1675–1679: Christopher Wray
- 1679–1685: George Pelham
- 1685–1699: Edward Ayscough
- 1685–1690: Thomas Barnardiston
- 1690–1695: John Chaplin
- 1695–1701: Arthur Moore
- 1699–1701: Thomas Vyner
- 1701–1701: William Cotesworth
- 1701–1715: Arthur Moore
- 1702–1705: John Chaplin
- 1705–1710: William Cotesworth
- 1710–1713: Robert Vyner
- 1713–1715: William Cotesworth
- 1715–1721: Robert Chaplin
- 1715–1722: Joseph Banks
- 1721–1722: Arthur Moore
- 1722–1727: Benjamin Collyer
- 1722–1727: Charles Pelham
- 1727–1734: John Page
- 1727–1734: George Monson
- 1734–1741: Robert Sutton
- 1734–1747: Robert Knight
- 1741–1761: William Lock
- 1747–1761: John Gore
- 1761–1762: Henry Knight
- 1761–1780: Joseph Mellish
- 1762–1768: Robert Knight, 1. baron Luxborough
- 1768–1774: Anthony St Leger
- 1774–1780: Francis Evelyn Anderson
- 1780–1796: John Harrison
- 1780–1784: Francis Eyre
- 1784–1796: Dudley Long
- 1796–1803: Ayscoghe Boucherett
- 1796–1802: William Mellish
- 1802–1803: John Henry Loft
- 1803–1806: William Mellish
- 1803–1808: Charles Anderson-Pelham
- 1806–1807: George Anderson-Pelham
- 1807–1812: William Ellice
- 1808–1812: John Henry Loft
- 1812–1818: John Peter Grant
- 1812–1818: Robert Heron
- 1818–1820: John Fazakerley
- 1818–1826: Charles Tennyson
- 1820–1826: William Duncombe
- 1826–1831: Charles Wood, wigowie
- 1826–1830: George Heneage
- 1830–1831: George Harris
- 1831–1831: John Shelley
- 1831–1832: Henry Fitzroy
- 1831–1832: James St Clair-Erskine, lord Loughborough, torysi

### Deputowani po 1832
- 1832–1835: William Maxfield, wigowie
- 1835–1852: Edward Heneage, wigowie
- 1852–1857: William Annesley, 4. hrabia Annesley, Partia Konserwatywna
- 1857–1862: Charles Anderson-Pelham, lord Worsley, Partia Liberalna
- 1862–1865: John Chapman, Partia Konserwatywna
- 1865–1868: John Fildes, Partia Liberalna
- 1868–1874: George Tomline, Partia Liberalna
- 1874–1877: John Chapman, Partia Konserwatywna
- 1877–1880: Alfred Watkin, Partia Liberalna
- 1880–1892: Edward Heneage, Partia Liberalna
- 1892–1893: Henri Josse, Partia Liberalna
- 1893–1895: Edward Heneage, Partia Liberalna
- 1895–1910: George Doughty, Partia Liberalna, od 1898 r. Liberalni Unioniści
- 1910–1910: Thomas Edward Wing, Partia Liberalna
- 1910–1914: George Doughty, Liberalni Unioniści
- 1914–1922: Thomas Tickler, Partia Konserwatywna
- 1922–1924: Tom Sutcliffe, Partia Konserwatywna
- 1924–1945: Walter Womersley, Partia Konserwatywna
- 1945–1959: Kenneth Younger, Partia Pracy
- 1959–1977: Anthony Crosland, Partia Pracy
- 1977–: Austin Mitchell, Partia Pracy